# Estación del jardín zoológico de Berlín
La estación del jardín zoológico de Berlín (en alemán: Bahnhof Berlin Zoologischer Garten, popularmente conocida como Berlin Zoo) es una importante estación ferroviaria de Berlín. Forma parte del Stadtbahn de Berlín. Se encuentra ubicada en el distrito berlinés de Charlottenburgo, junto a la Hardenbergplatz, y su nombre alude al cercano jardín zoológico de Berlín.

## Historia
La estación se inauguró en febrero de 1882 para recibir los servicios ferroviarios procedentes de los suburbios berlineses. A partir de 1884 también comenzaron a efectuar parada en ella los expresos de larga distancia del corredor este-oeste de Alemania. En 1902 empezó a operar la línea U2 del Metro de Berlín, con su estación subterránea. En 1920 pasó a integrar la red de la nueva compañía ferroviaria estatal Deutsche Reichsbahn Gesellschaft (DRG). Entre 1934 y 1940 fue sometida a reformas para dotarla de mejores instalaciones para los servicios de larga distancia. 
Tras el final de la Segunda Guerra Mundial, Berlín fue dividido entre las cuatro potencias aliadas: Francia, Reino Unido, Estados Unidos y la Unión Soviética. Al clausurarse la Anhalter Bahnhof en 1952 (por haber resultado gravemente dañada por los bombardeos aliados durante la guerra), la Bahnhof Zoo quedó como la única estación de ferrocarril con servicios de larga distancia en la zona occidental de la capital. Así pues, durante la Guerra Fría se convirtió en la principal estación ferroviaria de Berlín Oeste aunque, paradójicamente, la estación era operada por la compañía Deutsche Reichsbahn (DR) de la Alemania Oriental. Después de la reunificación alemana en 1990, su importancia y volumen de pasajeros se redujeron de forma significativa, especialmente tras la inauguración de la nueva Estación Central de Berlín en 2006, a la cual fueron transferidos la mayor parte de sus servicios de larga distancia.